# World War II Victory Medal
World War II Victory Medal är en tjänstgöringsmedalj instiftad av USA:s kongress avsedd för alla som tjänstgjorde i USA:s väpnade styrkor under andra världskriget.

## Bakgrund
Berättigade till medaljen är de som tjänstgjorde mellan 7 december 1941 and 31 december 1946, utan någon fastställd minimitid. Dessutom de som arbetade för Filippinska samväldets statsmakt var även berättigade till den.
Då samtliga amerikanska krigsveteraner från andra världskriget var berättigade till medaljen, fanns det över 16 miljoner möjliga bärare. World War II Victory Medal är således den näst mest utdelade amerikanska militära medaljen efter National Defense Service Medal. 
För de som tjänstgjorde i USA:s handelsflotta finns en separat men likvärdig medalj.